# 加夫伦茨
加夫伦茨是奥地利上奥地利州施泰尔兰县的一个市镇。总面积59平方公里，总人口1834人，人口密度31.1人/平方公里（2005年）。